# Obsession (jeu vidéo)
Pour les articles homonymes, voir Obsession.
Obsession est un jeu vidéo de flipper développé et édité par la société suédoise Unique Development Studios, sorti en 1994 sur Atari ST. Le jeu comprend quatre tables sur les thèmes de l'aventure sous-marine, de l'espionnage post-apocalyptique, du baseball et du rallye-raid. Le système de jeu est très similaire aux titres de la série Pinball Dreams (1992) de Digital Illusions. Le jeu a été adapté sur Amiga en 1995.

## Équipe de développement
- Responsable du projet, conception des tables : Peter Zetterberg
- Programmation principal : Michael Brunnström
- Programmation de la balle : Kalle Lundqvist
- Programmation de la musique : Tord Jansson
- Musique et effet sonore : Per Almered
- Graphismes des tables : Jimmy Gustafsson

Le thème musical Desert Run est disponible dans l'album Immortal 3 (2006).